# Robert Bartko
Robert Bartko est un coureur cycliste allemand né le 23 décembre 1975 à Potsdam, dans le Brandebourg. Spécialiste de la poursuite, il a été champion olympique de poursuite individuelle et par équipes lors des Jeux olympiques de 2000 à Sydney, et champion du monde de ces deux spécialités. Passé au cyclisme sur route entre 2001 et 2004, il rejoint en 2009 l'équipe LKT Brandenburg jusqu'en 2012. Il arrête sa carrière de cycliste début 2014.

## Biographie

### Carrière sur piste
Spécialiste de la poursuite, Bartko remporte ses premiers succès en 1998. Cette année-là, il remporte à domicile, à Berlin, une manche de la Coupe du monde en poursuite par équipes et une en poursuite individuelle, participant ainsi à la victoire de l'Allemagne au classement général de la Coupe du monde. La même année, à Bordeaux, il devient vice-champion du monde de poursuite par équipes derrière l'Ukraine, et obtient la médaille du bronze de la poursuite individuelle derrière les Français Philippe Ermenault et Francis Moreau ; 
Au cours des deux années suivantes, Bartko s'affirme comme le meilleur spécialiste de la poursuite au monde. En 1999, à Berlin, il remporte les titres de la poursuite individuelle et par équipes. En 2000, il remporte les deux mêmes épreuves aux Jeux olympiques. 
Devenu double champion olympique sur la piste, Bartko se dirige vers la route pendant quatre ans. Il revient en 2004, et remporte d'emblée une manche de la Coupe du monde à Moscou, et la médaille de bronze aux championnats du monde en poursuite individuelle. En 2005 et 2006, il remporte deux nouveaux titres de champion du monde de poursuite individuelle, devenant le deuxième coureur le plus titré de l'histoire en poursuite professionnelle après Hugh Porter. Il obtient encore une médaille d'argent mondiale l'année suivante. 
À partir de son retour en 2004, Bartko se consacre aussi à d'autres spécialités. Il pratique ainsi la course à l'américaine, dont il remporte une manche de Coupe du monde en 2008-2009, et dont il devient champion d'Europe en 2009, et deux fois champion d'Allemagne. Il court également des courses de six jours, où il remporte 21 victoires, dont trois consécutives à Gand avec son partenaire belge Iljo Keisse.

### Carrière sur route
Bartko passe professionnel sur route en 2001, après les Jeux olympiques de Sydney, afin de se donner de nouvelles ambitions après ses deux titres olympiques. Il rejoint l'équipe allemande Telekom, où il se spécialise dans les contre-la-montre : en deux ans, il se place neuf fois dans les dix premiers de contre-la-montre, sans toutefois obtenir de victoires. Pour sa deuxième saison, il remporte sa première victoire, lors d'une étape en ligne du Tour de Basse-Saxe. Cette victoire et sa cinquième place lors du contre-la-montre lui permettent d'obtenir la deuxième place finale derrière Olaf Pollack. Ses facultés de rouleur lui permettent d'obtenir des places d'honneur sur de courtes courses par étapes, comme le Tour du Danemark, qu'il termine septième, et surtout le Tour des Pays-Bas, qu'il termine cinquième grâce à sa deuxième place dans le contre-la-montre, à une seconde de Víctor Hugo Peña. La même année, il participe au Tour d'Espagne, qu'il termine 105e. 
En 2003, Bartko rejoint la Rabobank. En mai, il termine deuxième du contre-la-montre des Quatre Jours de Dunkerque derrière Christophe Moreau, puis troisième de celui du Tour de Belgique, derrière Michael Rogers et Fabian Cancellara, tous deux futurs champions du monde de la spécialité. Il parvient à préserver cette place sur la route, et termine sur le podium du Tour de Belgique. La semaine suivante, il remporte son premier contre-la-montre, au Tour de Luxembourg, ce qui lui permet de terminer quatrième du général. En mars 2004, sa deuxième victoire dans un contre-la-montre, lors du prologue des Trois Jours de Flandre-Occidentale, avec dix secondes d'avance, lui permet de remporter sa première course par étapes. Malgré cette réussite, il met fin à cette première expérience sur route à la fin de la saison 2004. 
À partir de 2006, Bartko court à nouveau régulièrement sur route, et participe notamment chaque année au championnat d'Allemagne du contre-la-montre, qu'il termine sur le podium en 2007. En 2009, il rejoint l'équipe allemande LKT Brandenburg. 
En janvier 2014, Bartko annonce qu'il quittera le cyclisme après la course des Six jours de Copenhague (30 janvier-4 février 2014). Il remporte cette course conjointement avec Marcel Kalz.

### Après carrière
Entre 2009 et 2014, Bartko est membre de l'équipe allemande LKT Brandenburg. En outre, il exerce la fonction de vice-président du marketing et des communications au sein de la Fédération cycliste du Brandebourg. En mars 2013, il est candidat sans succès au poste de vice-président de la Fédération allemande de cyclisme (BDR). En septembre de la même année, il obtient son diplôme d'entraîneur de la Fédération allemande d'athlétisme à Mayence. En 2014, il termine ses études à l'Académie Européenne des Sports à Potsdam.
Depuis décembre 2014, Bartko travaille en tant que directeur des sports de la Fédération allemande de patinage de vitesse. Il abandonne ses fonctions dans le cyclisme.

## Palmarès sur piste

### Jeux olympiques
- Sydney 2000
  -  Champion olympique de la poursuite individuelle
  -  Champion olympique de la poursuite par équipes (avec Jens Lehmann, Daniel Becke et Guido Fulst)
- Athènes 2004
  - 4e de l'américaine

### Championnats du monde
- Bordeaux 1998
  -  Médaillé d'argent de la poursuite par équipes
  -  Médaillé de bronze de la poursuite individuelle
- Berlin 1999
  -  Champion du monde de la poursuite individuelle
  -  Champion du monde de la poursuite par équipes (avec Jens Lehmann, Daniel Becke et Guido Fulst)
- Melbourne 2004
  -  Médaillé de bronze de la poursuite individuelle
- Los Angeles 2005
  -  Champion du monde de la poursuite individuelle
  - 6e de la poursuite par équipes
  - 9e de l'américaine
- Bordeaux 2006
  -  Champion du monde de la poursuite individuelle
- Palma de Mallorca 2007
  -  Médaillé d'argent de la poursuite individuelle
- Manchester 2008
  - 5e de l'omnium
- Pruszków 2009
  - 5e de l'omnium
- Ballerup 2010
  - 4e de l'omnium
  - 5e de l'américaine

### Coupe du monde
- 1997
  - 2e de la poursuite par équipes à Fiorenzuola d'Arda
- 1998
  - 1er de la poursuite individuelle à Berlin
  - 1er de la poursuite par équipe à Berlin (avec Christian Lademann, Guido Fulst et Daniel Becke)
- 2004
  - 1er de la poursuite individuelle à Moscou
- 2004-2005
  - 1er de la poursuite individuelle à Los Angeles
  - 1er de la poursuite par équipe à Los Angeles (avec Leif Lampater, Henning Bommel et Robert Bengsch)
  - 1er de l'américaine à Los Angeles (avec Leif Lampater)
- 2006-2007
  - 1er de la poursuite individuelle à Moscou
- 2008-2009
  - 1er de l'américaine à Copenhague (avec Marcel Barth)
- 2009-2010 
  - 2e de l'américaine à Manchester

### Championnats d'Europe
- 2008
  -  Médaille d'argent de l'omnium endurance
- 2009
  -  Champion d'Europe de l'américaine (avec Roger Kluge)
  -  Médaille d'argent de l'omnium endurance

### Six jours

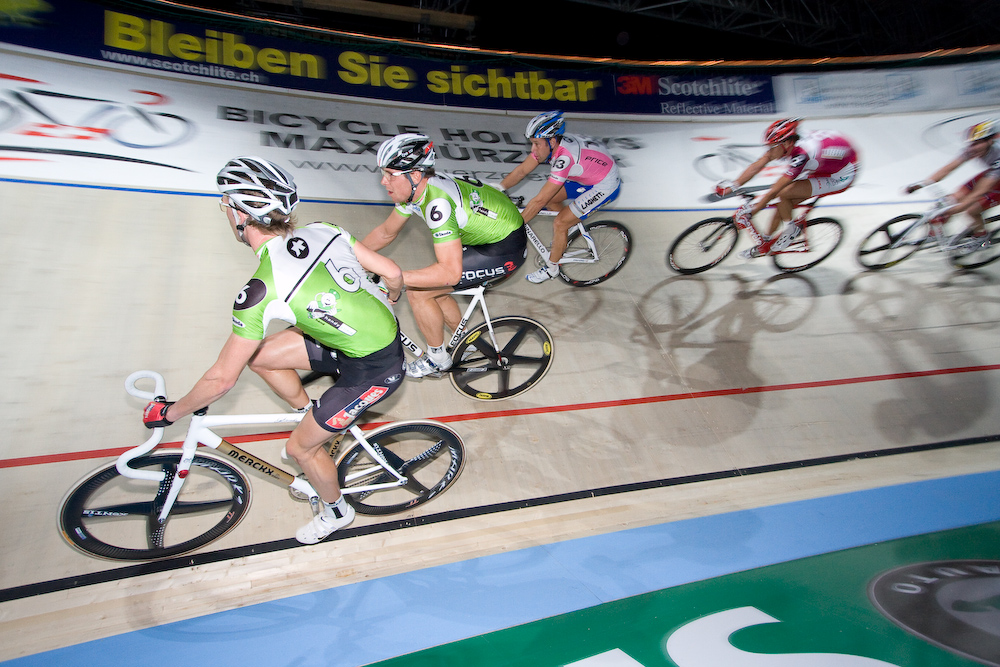
Bartko et Iljo Keisse aux Six jours de Zurich

- Six jours de Berlin : 2004 (avec Guido Fulst), 2009 (avec Erik Zabel) et 2011 (avec Roger Kluge)
- Six jours de Brême : 2005 (avec Andreas Beikirch), 2008 (avec Iljo Keisse), 2011 (avec Robert Bengsch) et 2012 (avec Peter Schep)
- Six jours de Munich : 2005 (avec Erik Zabel)
- Six jours de Stuttgart : 2006 (avec Guido Fulst et Leif Lampater) et 2008 (avec Iljo Keisse et Leif Lampater)
- Six jours de Gand : 2006, 2007, 2008 (avec Iljo Keisse) et 2011 (avec Kenny De Ketele)
- Six jours d'Amsterdam : 2007 (avec Iljo Keisse), 2009 et 2010 (avec Roger Kluge)
- Six jours de Rotterdam : 2007 (avec Iljo Keisse)
- Six jours d'Apeldoorn : 2009 (avec Léon van Bon et Pim Ligthart)
- Six jours de Zurich : 2010 (avec Danilo Hondo)
- Six jours de Copenhague : 2014 (avec Marcel Kalz)

### Championnats d'Allemagne
- 1994
  -  Champion d'Allemagne de poursuite par équipes (avec Guido Fulst, Erik Weispfennig et Andreas Bach)
- 1995
  -  Champion d'Allemagne de poursuite par équipes (avec Guido Fulst, Heiko Szonn et Rüdiger Knispel)
- 1996
  -  Champion d'Allemagne de poursuite par équipes (avec Guido Fulst, Heiko Szonn et Christian Lademann)
- 2000
  -  Champion d'Allemagne de poursuite par équipes (avec Guido Fulst, Andre Kalfack et Andreas Müller)
- 2005
  -  Champion d'Allemagne de poursuite individuelle
  -  Champion d'Allemagne de poursuite par équipes (avec Guido Fulst, Leif Lampater et Karl-Christian König)
  -  Champion d'Allemagne de l'américaine (avec Guido Fulst)
- 2006
  -  Champion d'Allemagne de poursuite individuelle
  -  Champion d'Allemagne de poursuite par équipes (avec Guido Fulst, Robert Kriegs et Karl-Christian König)
  -  Champion d'Allemagne de l'américaine (avec Andreas Beikirch)
- 2007
  -  Champion d'Allemagne de poursuite individuelle
  -  Champion d'Allemagne de poursuite par équipes (avec Guido Fulst, Frank Schulz et Karl-Christian König)
- 2008
  -  Champion d'Allemagne de poursuite individuelle
  -  Champion d'Allemagne de poursuite par équipes (avec Robert Bengsch, Henning Bommel et Frank Schulz)
  -  Champion d'Allemagne de la course aux points
  -  Champion d'Allemagne de course derrière derny
- 2009
  -  Champion d'Allemagne de poursuite par équipes (avec Stefan Schäfer, Johannes Kahra et Roger Kluge)
- 2010
  -  Champion d'Allemagne de poursuite par équipes (avec Stefan Schäfer, Henning Bommel et Johannes Kahra)

## Palmarès sur route

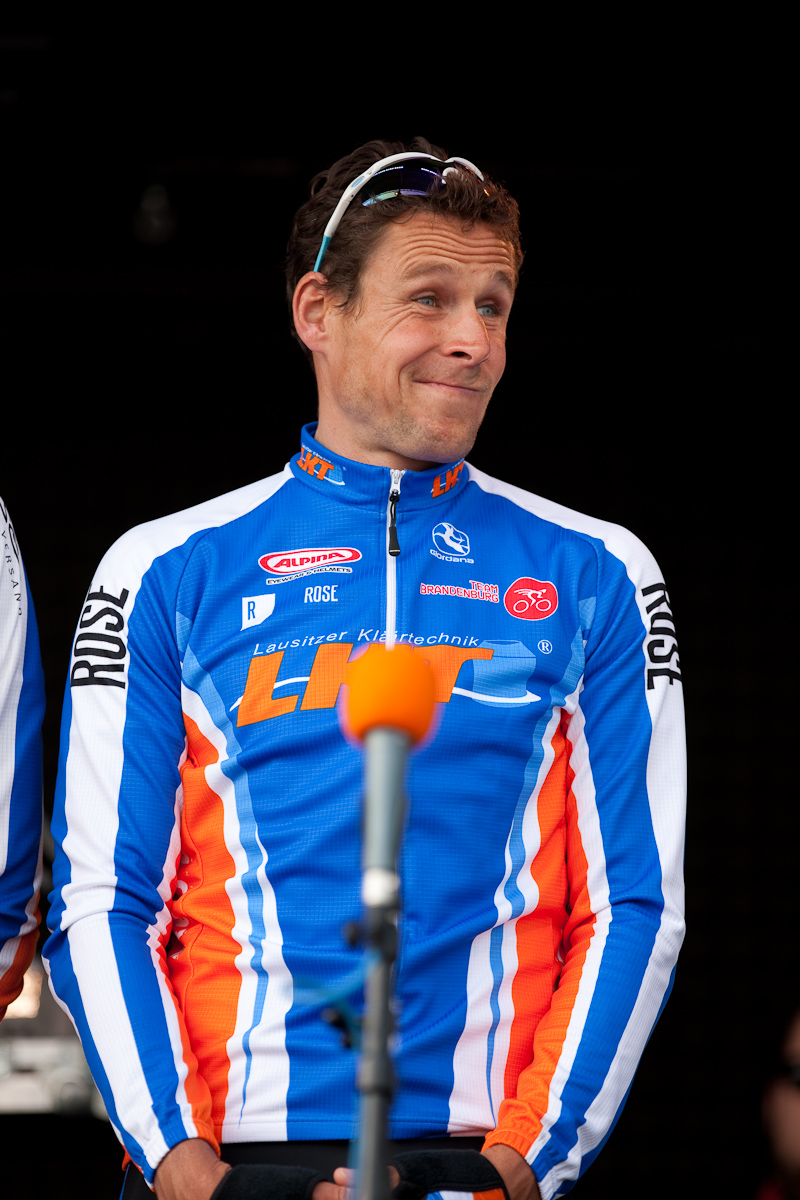
Bartko au Grand Prix de Francfort 2009

### Par années
- 1995
  - 9e étape du Tour de Basse-Saxe
- 1996
  - Prologue (contre-la-montre par équipes) et 1rea (contre-la-montre) étape du Berliner Etappenfahrt
  - 3e du Berliner Etappenfahrt
- 1997
  - Prologue du Berliner Etappenfahrt (contre-la-montre par équipes)
- 1998
  - 2e étape du Tour de Croatie
  - 3e du Tour de Croatie
- 1999
  - 5eb étape du Tour de Saxe (contre-la-montre)
- 2002
  - 5e étape du Tour de Basse-Saxe
  - 2e du Tour de Basse-Saxe
- 2003
  - 3eb étape du Tour de Luxembourg (contre-la-montre)
  - 3e du Tour de Belgique
- 2004
  - Trois Jours de Flandre-Occidentale :
    - Classement général
    - Prologue
- 2005
  - 1re étape du Tour de Hongrie
- 2007
  - 3e du championnat d'Allemagne du contre-la-montre
- 2008
  - Rund um Berlin
  -  Médaillé d'argent au championnat du monde du contre-la-montre militaires
  -  Médaillé de bronze au championnat du monde sur route militaires

### Résultats sur les grands tours

#### Tour d'Espagne
- 2002 : 105e

### Classements mondiaux
| Année           | 1998   | 1999 | 2000   | 2001   | 2002 | 2003 | 2004 | 2005 | 2006   | 2007 | 2008 | 2009   | 2010   |
| --------------- | ------ | ---- | ------ | ------ | ---- | ---- | ---- | ---- | ------ | ---- | ---- | ------ | ------ |
| Classement UCI  | 1 347e | 898e | 1 454e | 1 155e | 202e | 286e | 385e |      |        |      |      |        |        |
| UCI Europe Tour |        |      |        |        |      |      |      | 958e | 1 192e | 967e | nc   | 1 211e | 1 064e |

## Distinctions
- UEC Hall of Fame[18]